# Federación Nacional de Baloncesto de Honduras
La Federación Nacional de Baloncesto de Honduras (FENABAH) es la encargada de mantener las selecciones nacionales de baloncesto y su participación en los torneos internacionales programados por la Federación Internacional de Baloncesto además de dotar de implementos deportivos a todas ligas de baloncesto federadas en Honduras.
Fue fundada el 19 de septiembre de 1987. Su sede se encuentra en la Villa Olímpica de Tegucigalpa, en el segundo piso del Gimnasio N°3. Su actual director es Marco Antonio Avilés.